# غرينفيلد (نيوهامشير)
غرينفيلد (بالإنجليزية: Greenfield, New Hampshire)‏ هي بلدة أمريكية تقع في الولايات المتحدة في هيلسبوروغ. يقدر عدد سكانها بـ 1,749 نسمة ومساحتها 69.0 كم2 وترتفع عن سطح البحر 256 متر.

## معرض صور

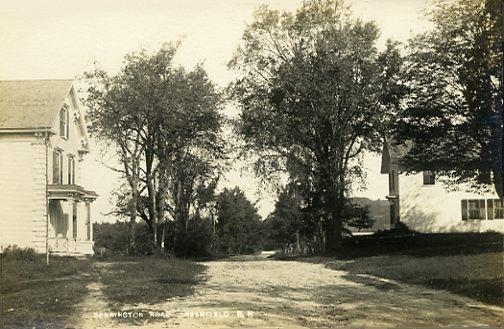
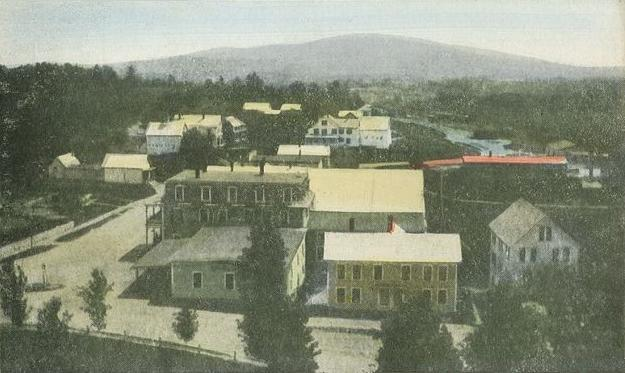
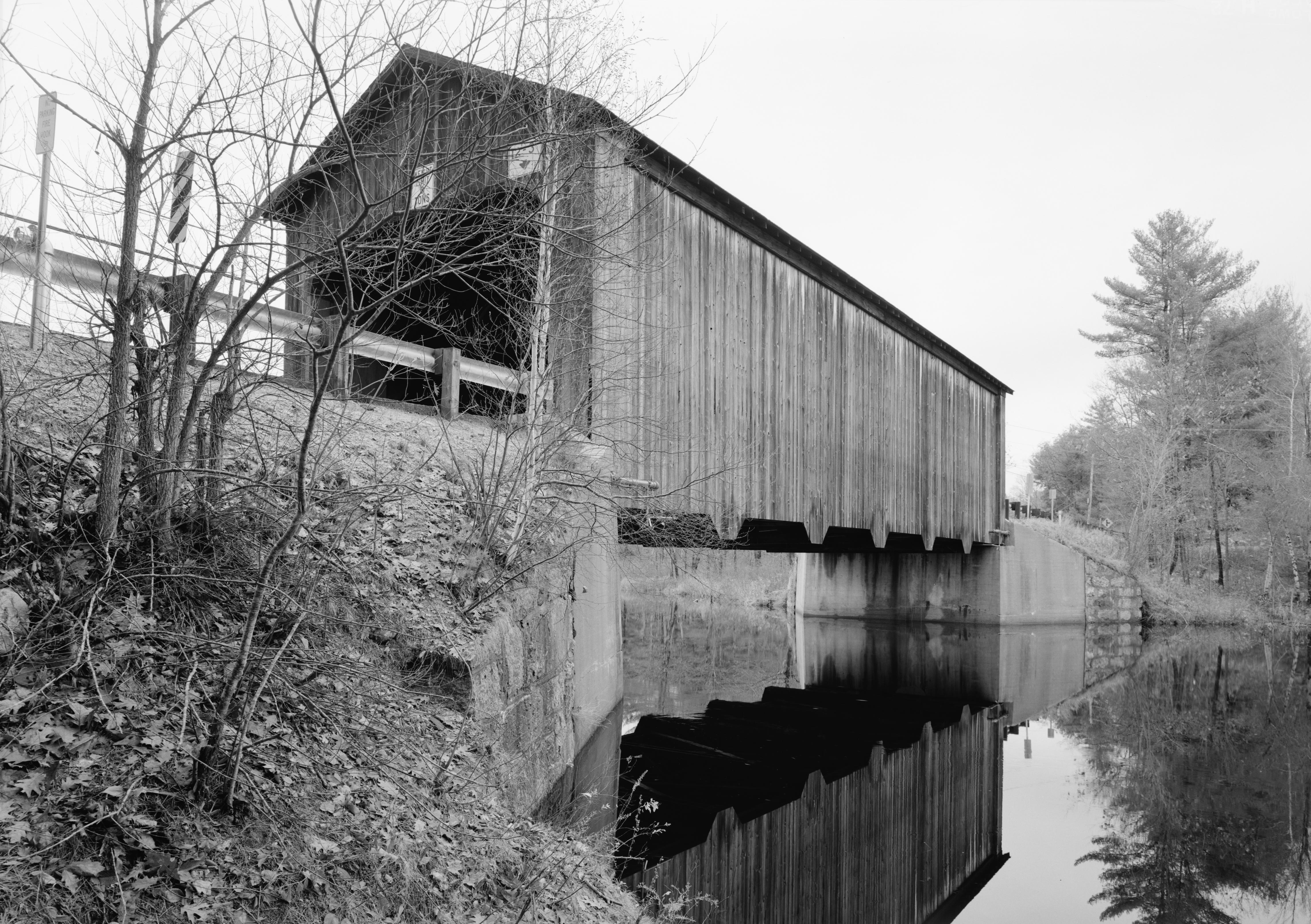
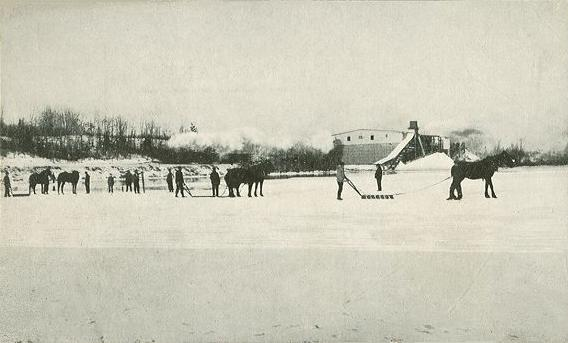
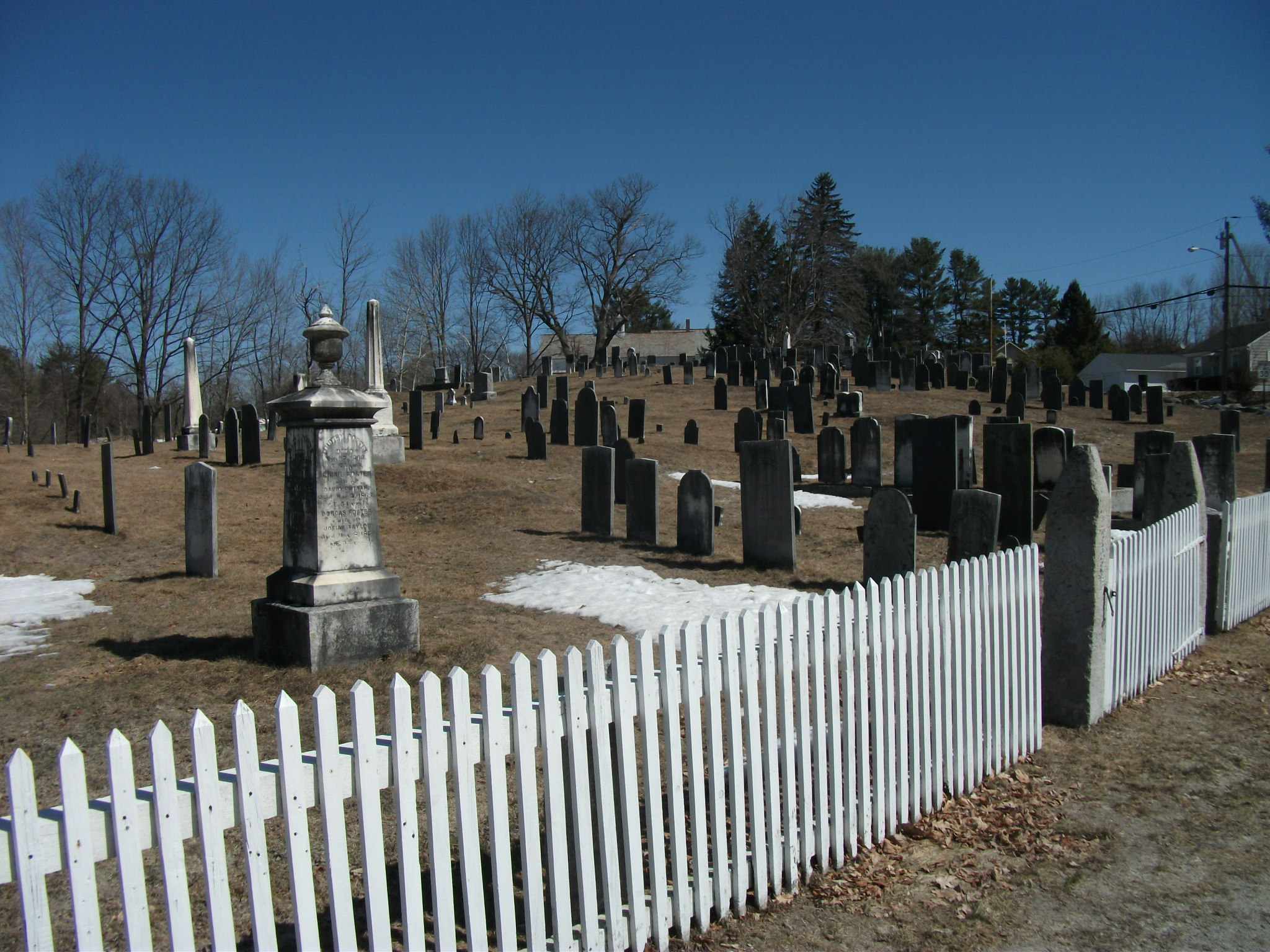